# 2012 في نيوزيلندا
فيما يلي قوائم الأحداث التي وقعت خلال عام 2012 في نيوزيلندا.

## رياضة
- 1 يناير – رالي نيوزيلندا 2012
- 1 يناير – نيوزيلندا في الألعاب الأولمبية الصيفية 2012

## أفلام
من الأفلام التي صدرت هذه السنة في نيوزيلندا:
- 1 يناير – الهوبيت: رحلة غير متوقعة من إخراج بيتر جاكسون.

## وفيات

### يوليو
- 30 يوليو – جوناثان هاردي (مواليد 1940) ممثل نيوزيلندي.

### نوفمبر
- 2 نوفمبر – آنيت باير (مواليد 1929) فيلسوفة نيوزيلندية.